# Hospital Europeo de Gaza
El Hospital Europeo de Gaza (en árabe: مستشفى غزة الاوروبي‎) es un hospital público situado en Al-Fukhari, cerca de Jan Yunis, en el sur de la Franja de Gaza (Palestina). Fue fundado en 1989 por la UNRWA gracias a una subvención de la Unión Europea.

## Construcción
Los costos iniciales de construcción del hospital, con capacidad para 232 camas, se estimaron en 45 millones de dólares. El objetivo era brindar atención médica primaria y secundaria a los residentes de Gaza. El hospital aún estaba en construcción en 1999.
En 2019, el hospital atendió a unos 17 500 pacientes al mes. Es uno de los tres principales hospitales de referencia de la Franja de Gaza. Según un informe del Programa de las Naciones Unidas para el Desarrollo, el hospital ofrece servicios de laboratorio, diagnóstico por imagen (tomografía computarizada (TC), resonancia magnética, rayos X), unidades de cuidados intensivos y cirugías especializadas. El hospital está ubicado junto al Colegio de Enfermería de Palestina.

## Guerra de Gaza
El 31 de octubre de 2023, varios ataques aéreos israelíes tuvieron como objetivo las inmediaciones del Hospital Europeo. El 13 de noviembre, Tom Potokar, cirujano jefe de la Media Luna Roja Palestina en el hospital, escribió en Twitter que estaba tratando a muchos pacientes por heridas de metralla.
El 19 de noviembre, después de que terminara el asedio del Hospital Al-Shifa con las fuerzas israelíes controlando el Hospital Al-Shifa, la Organización Mundial de la Salud declaró que estaba planeando misiones para transportar a los pacientes restantes de Al-Shifa al Hospital Europeo y al Complejo Médico Nasser en los próximos 2 a 3 días. El 23 de noviembre, el jefe del Comité de Rescate de Emergencia Médica del Hospital Indonesio declaró que los pacientes y el personal del Hospital de Indonesia habían sido evacuados al Hospital Europeo.
En mayo de 2024, trabajadores sanitarios extranjeros que prestaban servicios en el Hospital Europeo quedaron atrapados dentro de Gaza cuando Israel tomó el control del cruce fronterizo de Rafah. La política estadounidense, Tammy Duckworth, abogó por facilitar la evacuación de uno de los médicos varados, Adam Hamawy, a quien atribuye haberle salvado la vida tras resultar herida en Irak. Hamawy habló con The Washington Post sobre la escasez de suministros y los numerosos niños heridos que había estado tratando en el Hospital Europeo.
En julio de 2024, las Fuerzas de Defensa de Israel (FDI) ordenaron la evacuación del área donde se encuentra el Hospital Europeo, y luego publicaron un comunicado indicando que el hospital no estaba incluido en la orden. El personal, los pacientes y las personas desplazadas abandonaron el hospital con dificultad debido al estado de las carreteras y de algunos pacientes. Muchos fueron evacuados al Hospital Nasser. Mientras estuvo cerrado, muchos suministros fueron robados. El hospital reabrió en septiembre aunque con capacidad limitada.
Varios médicos extranjeros que han trabajado como voluntarios en el hospital han hablado con la prensa sobre sus experiencias allí. Según el Dr. Mark Perlmutter y el Dr. Feroze Sidwa, nunca antes habían presenciado una «crueldad» como la que vieron en Gaza, a pesar de servir en múltiples misiones humanitarias en países en desarrollo, desastres naturales y zonas de guerra. Perlmutter informó que el 90% de los pacientes de salas de emergencia que atendió eran niños y que algunos parecían haber sido atacados deliberadamente por francotiradores israelíes. En julio de 2024, 45 médicos, incluidos Perlmutter y Sidwa, escribieron una carta abierta a Joe Biden y Kamala Harris para abogar por un alto el fuego y un embargo de armas contra Israel.
El 13 de mayo de 2025, las FDI lanzaron una serie de ataques aéreos contra el Hospital Europeo de Gaza matando a veintiocho personas e hiriendo a docenas. Los bombardeos tuvieron como objetivo la entrada del servicio de urgencias del Hospital Europeo, así como el patio de mantenimiento. El ejército de Israel confirmó el ataque y aseguró que el objetivo eran «operativos de Hamás» que supuestamente se encontraban «en un centro de mando y control subterráneo» debajo del centro hospitalario. Según la prensa israelí el objetivo del ataque era el líder de Hamás, Mohamed Sinwar, aunque se ignora si Sinwar estaba entre las víctimas. Hamás negó que tuviera instalaciones militares en el hospital y afirmó que el ataque israelí tenía como objetivo dejar el hospital fuera de servicio y agregó que «La ocupación ha utilizado repetidamente estas afirmaciones para destruir el sector médico y matar y aterrorizar a civiles inocentes». El 31 de mayo, las FDI y el Shin Bet confirmaron que Sinwar había muerto en el ataque. El 8 de junio, las FDI afirmaron haber encontrado el cuerpo de Sinwar en un «túnel subterráneo debajo del hospital».
El 7 de junio de 2025, las Fuerzas de Defensa de Israel (FDI) publicaron una serie de imágenes que según dijeron correspondía a túneles debajo del hospital. Esta afirmación fue rechazada por la Oficina de Medios del Gobierno en Gaza, diciendo que la acusación era falsa y fabricada. Tras este rechazo, las FDI organizaron una visita controlada para algunos medios de comunicación seleccionados, lo que supuso la primera visita de periodistas occidentales a Gaza en varios meses. Según las FDI, el acceso al túnel se retrasó porque «tuvimos que ventilarlo durante unos días antes de permitir el acceso a alguien», alegando la acumulación de gases procedentes de la descomposición de los cuerpos. La BBC, que no participó en la visita de prensa organizada y controlada por las FDI, informó a través de su unidad BBC Verify que, si bien identificaron un agujero excavado recientemente cerca de la entrada de urgencias del hospital, no pudieron verificar de forma independiente si los túneles y las salas asociadas se encontraban efectivamente debajo del hospital. La BBC también solicitó imágenes de video sin editar ni cortes, pero las FDl no las proporcionaron.

## Véanse también
- Ataques israelíes contra el sector sanitario en la guerra de Gaza
- Ataques israelíes contra periodistas en la guerra de Gaza
- Crímenes de guerra en la guerra de Gaza
- Genocidio en Gaza
- Cronología del colapso de la atención sanitaria en la Franja de Gaza